# Problema del ganado

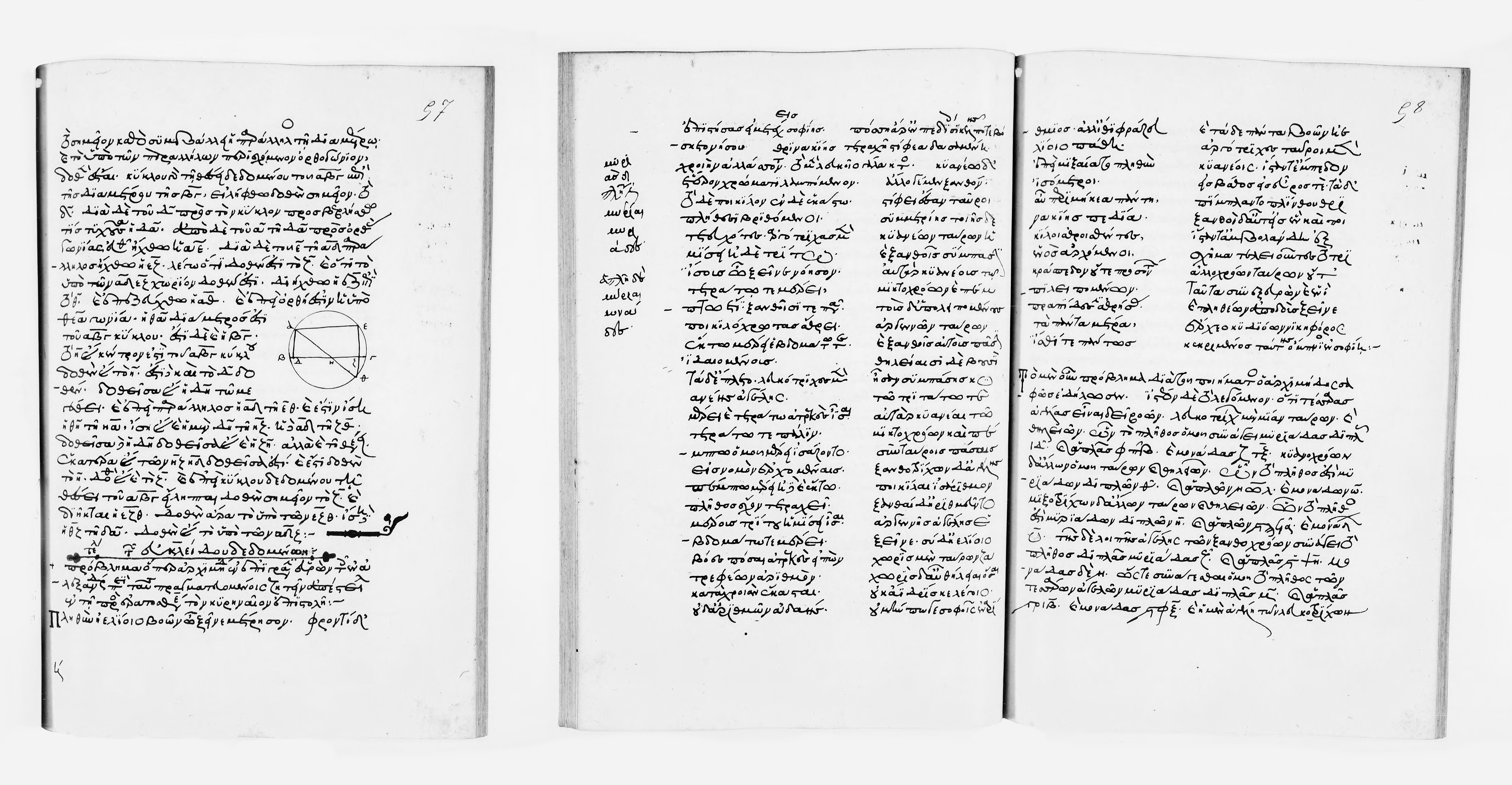
Texto completo del problema del ganado enviado por Arquímedes a Eratóstenes (Versos originales en griego, manuscrito del -)

El problema del ganado es un problema matemático propuesto por Arquímedes en el siglo III a. C.. Se trata de un problema de análisis diofántico: el estudio de las soluciones enteras de las ecuaciones polinómicas. El problema permaneció sin resolver durante mucho tiempo debido a la enormidad de los números involucrados en los cálculos necesarios. Fue descubierto en agosto de 1773 por Gotthold Ephraim Lessing, en la biblioteca de Wolfenbüttel (Alemania), de la que era bibliotecario. El manuscrito original era una carta dirigida a Eratóstenes de Cirene, escrita en forma de poema de 22 dísticos elegíacos. En él se plantea el problema de calcular el número de reses del mitológico rebaño de Sol, citado en la Odisea, sabiendo que está sujeto a un conjunto de restricciones.
La solución del problema no fue conocida hasta 1880, cuando A. Amthor descubrió una solución al problema que consistía en ocho números de al menos 206 544 dígitos. Él no pudo calcular la solución completa, pero sí pudo calcular los cuatro dígitos más representativos demostrando que la suma total era {\displaystyle 7.76...\times 10^{206544}}. El valor numérico de estas cantidades no se pudo determinar hasta 1965, con la ayuda de dos supercomputadoras IBM 7040 e IBM 1620. En 1981, utilizando un ordenador Cray-1, H.L. Nelson pudo calcular las cinco primeras soluciones.
Son muchos los problemas planteados por los grandes matemáticos clásicos que permanecen todavía sin solución. Algunos la han hallado recientemente gracias a la aparición de los ordenadores; los más conocidos son el de los cuatro colores y el del empaquetamiento de esferas (conjetura de Kepler). Otro recientemente demostrado es el de Fermat-Wiles.

## Enunciado del problema
El texto original del problema se conserva gracias a G. E. Lessing, que lo publicó en 1773 junto con una solución incorrecta. Aunque el problema está redactado de forma algo ambigua, las interpretaciones más verosímiles lo reconstruyen así:

El dios sol tenía un rebaño formado por un cierto número de toros blancos, negros, moteados y amarillos, así como vacas de los mismos colores. De tal forma que:
- El número de toros blancos es la mitad y la tercera parte de los negros más los amarillos.
- El número de toros negros es igual a la cuarta más la quinta parte de los moteados más los amarillos.
- El número de toros moteados es igual a la sexta más la séptima parte de los blancos más los amarillos.
- El número de vacas blancas es igual a un tercio más un cuarto de la suma de los toros negros y las vacas negras.
- El número de vacas negras es igual a la cuarta parte más la quinta aparte de la suma de los toros moteados más las vacas moteadas.
- El número de vacas moteadas es igual a la quinta más la sexta parte de la suma de los toros amarillos más las vacas amarillas.
- El número de vacas amarillas es igual a la sexta más la séptima parte de la suma de los toros blancos más las vacas blancas.

Resolver el problema así planteado supone un conocimiento avanzado de las matemáticas, según el autor. No obstante, para demostrar la completa maestría en la materia, se añaden otras dos condiciones adicionales:

- La suma de los toros blancos y negros es un número cuadrado.
- La suma de los toros moteados y amarillos es un número triangular.

## Formulación algebraica
El problema puede reducirse a un sistema de ecuaciones lineales con ocho incógnitas, siendo:
- W: Número de toros blancos.
- B: Número de toros negros.
- D: Número de toros moteados.
- Y: Número de toros amarillos.
- w: Número de vacas blancas.
- b: Número de vacas negras.
- d: Número de vacas moteadas.
- y: Número de vacas amarillas.

La primera parte del enunciado equivale al sistema de nueve ecuaciones diofánticas:
{\displaystyle {\begin{aligned}W&{}={\frac {5}{6}}B+Y\\B&{}={\frac {9}{20}}D+Y\\D&{}={\frac {13}{42}}W+Y\\w&{}={\frac {7}{12}}(B+b)\\b&{}={\frac {9}{20}}(D+d)\\d&{}={\frac {11}{30}}(Y+y)\\y&{}={\frac {13}{42}}(W+w)\end{aligned}}}
Las dos últimas ecuaciones se refieren a las dos últimas condiciones del problema, en el que los números cuadrado y triangular se obtienen a partir de dos número enteros: m y n respectivamente:
{\displaystyle {\begin{aligned}W+B=m^{2}\\Y+D=n(n+1)/2\end{aligned}}}

## Solución a la primera parte
El sistema de ocho ecuaciones expuesto arriba es indeterminado, lo que significa que tiene infinitas soluciones. Las menores soluciones enteras son las siguientes:
{\displaystyle {\begin{aligned}B&{}=7,460,514\\W&{}=10,366,482\\D&{}=7,358,060\\Y&{}=4,149,387\\b&{}=4,893,246\\w&{}=7,206,360\\d&{}=3,515,820\\y&{}=5,439,213\end{aligned}}}
que suman un total de 50 389 082 reses. Las demás soluciones enteras son múltiplos de estas.
Es destacable que los cuatro primeros números son múltiplos de 4657, un valor que se repite más adelante.

## Solución a la segunda parte
La solución general a la segunda parte fue descubierta por A. Amthor en 1880. La versión expuesta aquí fue descrita por H. W. Lenstra, utilizando una ecuación de Pell. La solución a la primera parte debe ser multiplicada por:
{\displaystyle n={\frac {(w^{4658j}-w^{-4658j})^{2}}{(4657)(79072)}}\,}
donde
{\displaystyle w=300426607914281713365{\sqrt {609}}+84129507677858393258{\sqrt {7766}}}
y j es cualquier entero positivo. De manera equivalente, elevar al cuadrado w da como resultado:
{\displaystyle w^{2}=u+v{\sqrt {(609)(7766)}}\,}
donde {u,v} son las soluciones fundamentales de la ecuación de Pell
{\displaystyle u^{2}-(609)(7766)v^{2}=1\,}
o lo que es lo mismo {\displaystyle \qquad u^{2}-4729494v^{2}=1}
Su resolución mediante fracciones continuas lleva a los valores mínimos:
{\displaystyle u=109931986732829734979866232821433543901088049}
{\displaystyle v=50549485234315033074477819735540408986340}
Y ello conduce a la solución mínima, que no única, al problema original, que es aproximadamente:
{\displaystyle N=7,760271\times 10^{206544}}
Es decir, un número con 206 545 cifras. El cálculo explícito de todos los dígitos se puede realizar en ordenadores modernos con el uso de librerías o paquetes de alta precisión aritmética.